# Filip Janković
Pour les articles homonymes, voir Janković.
Filip Janković (en serbe en écriture cyrillique : Филип Јанковић) est un footballeur serbe né le 17 janvier 1995 à Belgrade. Il évolue au poste de milieu offensif à l'Extremadura UD.

## Biographie
Filip Janković participe à la Coupe du monde des moins de 20 ans 2015 qui se déroule en Nouvelle-Zélande. Lors du mondial, il joue un match contre la Hongrie. La Serbie remporte la compétition en battant le Brésil en finale.

## Carrière
- 2011-2012 : Étoile rouge de Belgrade ( Serbie)
- 2013-2015 : Parma FC ( Italie)
  - 2014-2015 : Calcio Catane ( Italie)

## Palmarès
- Vainqueur de la Coupe du monde des moins de 20 ans en 2015 avec l'équipe de Serbie -20 ans
- Vainqueur de la Coupe de Serbie en 2012 avec l'Étoile rouge de Belgrade